# Grue (chantier)
 (avril 2025).
Si vous disposez d'ouvrages ou d'articles de référence ou si vous connaissez des sites web de qualité traitant du thème abordé ici, merci de compléter l'article en donnant les références utiles à sa vérifiabilité et en les liant à la section « Notes et références ».
Pour les articles homonymes, voir grue.
Une grue de chantier est un appareil de levage utilisé dans le domaine de la construction pour déplacer des charges.

## Typologie

### Par structure

#### Grue à structure treillis

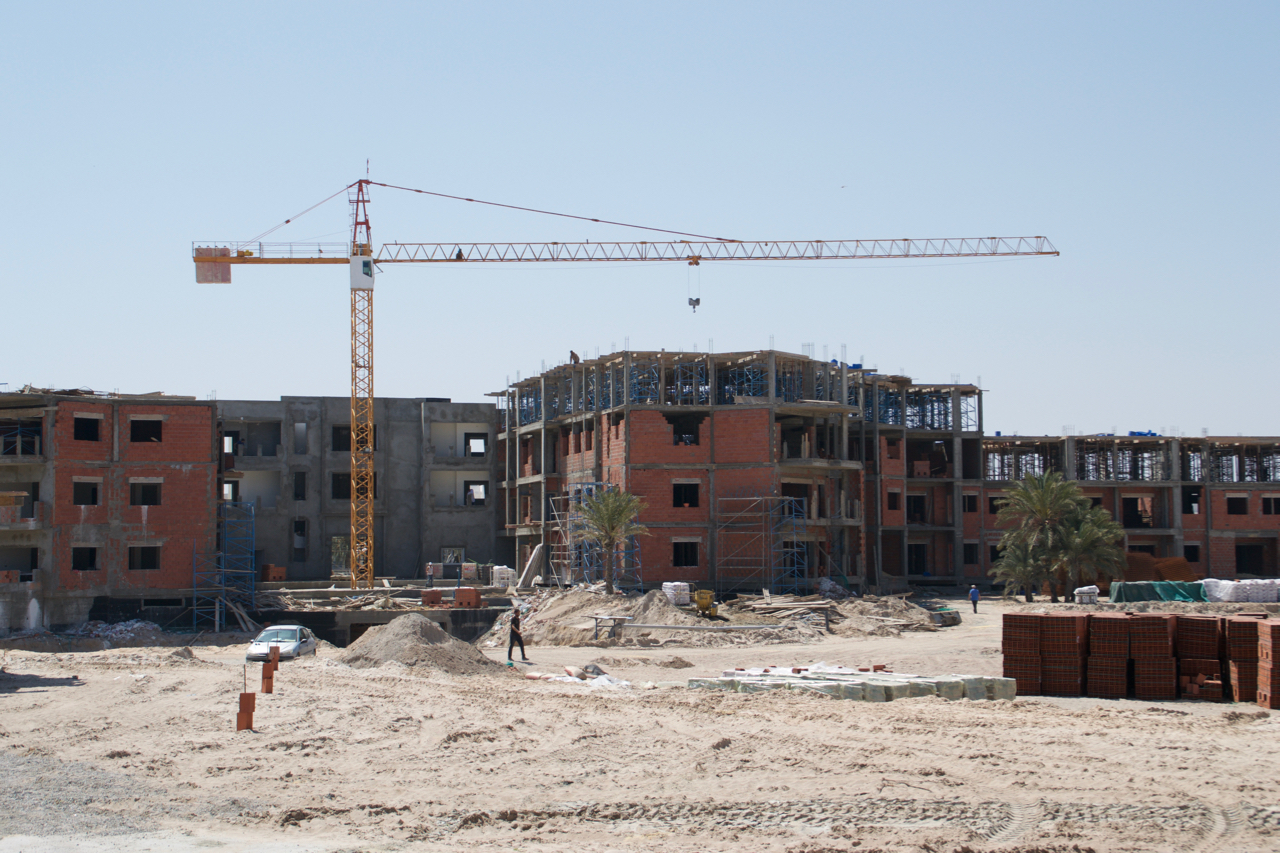
Grue fixe à structure treillis sur un chantier de bâtiment à Monastir, Tunisie.

Une grue à structure treillis, ou grue treillis, se caractérise par sa structure en treillis, qui leur permet de soutenir de lourdes charges tout en restant légère et maniable. Ce type de grue est composé d'une tour en treillis surmontée d'une flèche horizontale ou d'une flèche télescopique.
La tour peut être montée sur un véhicule mobile ou sur une fondation en béton pour plus de stabilité.

#### Grue télescopique
Une grue télescopique se caractérise par sa structure télescopique, qui permet de la déployer plus rapidement et de la ranger plus facilement qu'une grue à structure fixe. 
Ce type de grue peut être monté sur une remorque, ce qui permet de la déplacer d'un emplacement à un autre. Elle peut être montée sur un véhicule (grue télescopique mobile) ou une remorque conçue pour ce type d'équipement (grue télescopique sur remorque).
Une grue télescopique mobile combine les caractéristiques des grues télescopiques et des grues mobiles.

### Par base

#### Grue mobile

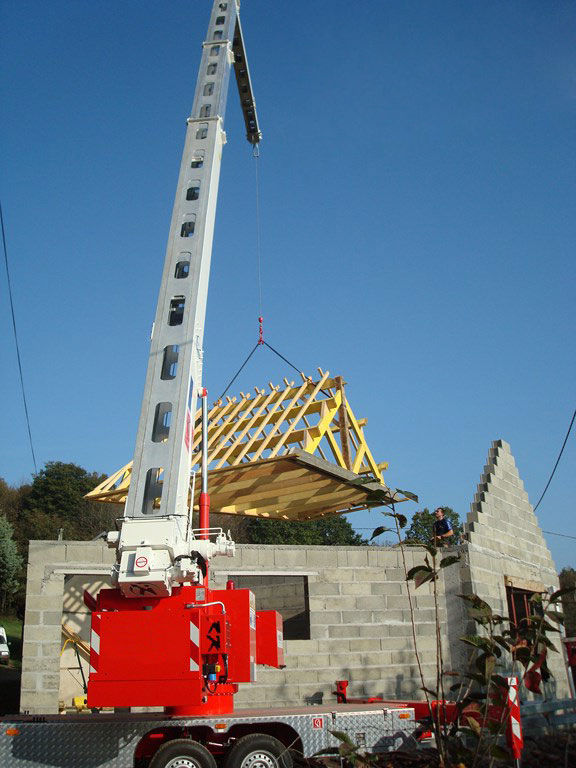
Grue mobile sur remorque de marque Klaas.

Une grue mobile est montée sur pneumatiques ou sur chenilles et fait partie intégrante d'un véhicule, automoteur ou non. Les contre-poids peuvent être transportés séparément. Elle peut être déplacée facilement, pendant un même chantier.
Il existe trois catégories de grues mobiles :
- AT : automotrices
- ATT : automotrices tout terrain
- SP : sur porteur

Elle peut être à flèche télescopique, ou à éléments treillis démontables.
Malgré leur mobilité, ce sont des machines pouvant avoir des capacités de levage impressionnantes.
En 1996, une grue mobile ayant participé à la construction du Stade de France, à Saint-Denis, à flèche de type treillis démontable, avait une capacité de levage de 1 200 tonnes,,.
Il est courant de rencontrer sur des chantiers des grues de capacité de 200 tonnes.

#### Grue statique ou grue à tour
Au contraire, une grue statique (aussi appelées grue à tour) peut être ancrée dans le sol (par fixation dans des fondations) et, ou lestées à la base par des blocs de béton.
Il existe deux catégories de machines :
- GMA : grue à montage automatisé. La rotation s'effectue à la base.
- GME : grue à montage par éléments. La rotation s'effectue en partie haute.

Sous certaines conditions, ces machines peuvent se translater à l'aide de motoréducteurs, sur des infrastructures ressemblant à des voies de chemin de fer.
À partir d'une certaine hauteur, la grue est aussi ancrée à l'édifice, pour des raisons d'accessibilité et de stabilité.

### Types de bras de levage (flèche)

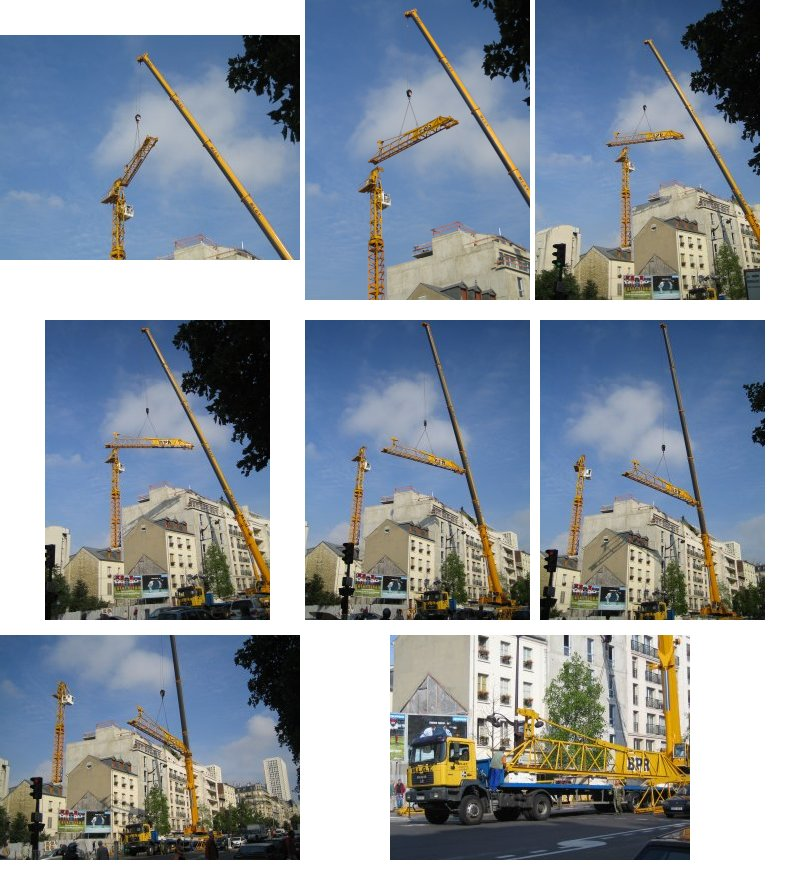
Démontage d'une grue.

Si toutes les grues utilisent un treuil pour lever les charges, les formes de bras diffèrent sensiblement :
- articulé (grue hydraulique auxiliaire) ;
- télescopique (grue mobile) ;
- flèche unique (GMA) ;
- flèche + contre-flèche + porte-flèche + tirant (FCFPFT) (GME).

Chaque type de grue a son domaine de pertinence. Les grues à bras articulé et télescopique sont utilisables rapidement. Les grues à flèche unique sont sensiblement moins puissantes que l'ensemble FCFPFT, mais leur installation est plus simple. En effet, l'absence de porte-flèche réduit la hauteur de montage pour une hauteur équivalente de portée et la simplicité du système réduit le temps de montage.

## Performances d'une grue
On exprime la capacité d'une grue à tour ou d'une grue mobile en tonne/mètre (t/m) ou kilonewton/mètre (kN/m).
La capacité de levage pour une grue GMA est, pour la plus petite, 1 800 kg à 9,30 m — 700 kg à 20 m de portée (16 kN/m). Pour la plus grande, 8 000 kg à 13,10 m — 1 500 kg à 50,00 m de portée (102 kN/m).
La capacité de levage pour une grue GME est, pour la plus petite, 2 500 kg à 18,40 m — 1 000 kg à 35,00 m de portée (45 kN/m). Pour la plus grande, 64 000 kg à 30,30 m — 20 000 kg à 80,00 m de portée (1 900 kN/m).